# Intégrisme
Pour le courant politique espagnol, voir Intégrisme (Espagne).
L'intégrisme est un courant au sein de l'Église catholique, particulièrement en France, dont l'appellation remonte au début du XXe siècle, lors de la crise moderniste, lorsque le courant conservateur de cette Église oppose aux partisans d'une ouverture au monde moderne un catholicisme dit « intégral » qui défend le maintien des vérités catholiques traditionnelles telles qu’elles ont, selon eux, toujours été enseignées.
Ces tenants de la « Tradition », se désignant eux-mêmes comme des « catholiques intégraux », sont appelés « intégristes » par le courant progressiste qui se voit, lui, désigné sous le vocable de « moderniste » dans des appellations qu'aucun des deux courants ne revendique ni n'assume.
D'usage souvent polémique et péjoratif, le terme « intégriste » se réfère généralement à des courants traditionalistes qui affirment représenter l'orthodoxie catholique et la Tradition « authentique » dans un cadre sociologique qui, de la résistance générale à la société moderne, a glissé progressivement vers une résistance à la transformation interne de l'Église catholique. Cette résistance pousse certains de ses tenants jusqu'au schisme, à l'instar de la Fraternité sacerdotale Saint-Pie-X qui, pour beaucoup, incarne le terme.
L'intégrisme se distingue du fondamentalisme. Celui-ci regroupe les courants réactionnaires – particulièrement protestants – qui se réfèrent à la littéralité des textes sacrés, même s'il partage avec l'intégrisme des processus comparables. Par analogie, le terme « intégrisme » peut désigner plus généralement toute attitude doctrinale de conservatisme intransigeant mais il demeure difficilement traduisible et n’a d’équivalent dans d’autres langues que par décalque du français.
Le champ sémantique du vocable s'est ainsi étendu dans des usages impropres désormais répandus, toujours à connotation péjorative, comme ceux de l'« intégrisme musulman » – pour désigner le fondamentalisme musulman – ou encore d'« intégrisme laïque ».

## Histoire

### Étymologie
Le terme est attesté pour la première fois en Espagne dans une acception politique pour désigner une faction carliste minoritaire radicale apparue en Catalogne et au Pays basque dans les années 1880 et qui prétendait combattre les idées libérales en menant une politique inspirée du Syllabus de 1864. Il désigne alors une intransigeance extrême en vue d'imposer ses règles à la totalité de la société et régenter la vie de chacun selon celles-ci. Condamné pour son extrémisme par Pie X, ce mouvement restera sans suite.
Le mot apparaîtra dans son acception religieuse en France dans les années 1910 — bien qu'il n'y soit entériné dans les dictionnaires que vers 1950 —, dans le contexte de la crise moderniste qui voit s'opposer âprement les tendances favorables et opposées à la modernité au sein de l'Église catholique. Dans un contexte historique particulièrement troublé qui a notamment occasionné la disparition des États pontificaux en 1870, les autorités vaticanes, réduites au seul pouvoir spirituel, combattent la transformation politico-culturelle d'un monde en voie de sécularisation - voire de laïcisation - issu de la Réforme, de la philosophie des Lumières et de la Révolution française et y opposent en réaction la conception d’un modèle de catholicisme antirévolutionnaire dit « intégral » qui sera bientôt qualifié d'« intégrisme » par ses opposants.
Dès son apparition l'emploi du terme portera de multiples significations et servira parfois à qualifier des concepts ou des réalités contradictoires, par exemple par son usage par des catholiques progressistes pour désigner un christianisme « totalement vécu », pour reprendre l'expression d'Eugène Duthoit, ou encore souligner la volonté d'« authenticité et d'universalité christique », comme l'écrit Teilhard de Chardin en 1919. Mais ce sont là des usages ponctuels et sans postérité.

### Racines

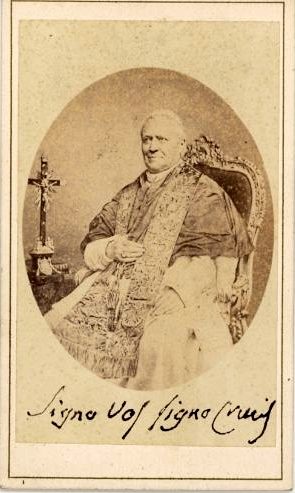
Pie IX vers 1865.

À la fin du XIXe siècle, le « catholicisme intégral » entend être une alternative au libéralisme et au socialisme en apportant ses propres réponses aux besoins de la société contemporaine, sans transiger avec la doctrine et les « erreurs [du] temps » que relève le Syllabus de Pie IX en 1864. « Social » par essence, il s'oppose au « catholicisme libéral » qui transige davantage avec la société moderne et marque sa sympathie pour la libre recherche intellectuelle, la démocratie politique et sociale.
Le catholicisme intégral est donc « intransigeant ». C'est des velléités d'organisation de la société que résultera — au terme de nombreuses vicissitudes — le « catholicisme social », fruit de la tentative d'application de l'intégralisme à la société et de sa confrontation aux réalités sociales du peuple, au nom de la défense du peuple chrétien contre les erreurs modernes que dénonce le Syllabus, qui propose l'Église comme seule voie de salut. C'est ainsi que verront le jour une série de mouvements issus du clergé ou d'organisations de jeunesses se dévouant à l'action sociale de terrain qui, sensibilisés aux malheurs du temps, contribueront à donner corps à la démocratie chrétienne.
Les deux courants – intégral et social – puisent donc paradoxalement leur origine à la même source, le souci de combattre le désordre social occasionné par l'émergence de la bourgeoisie par des voies révolutionnaires, dont résulte la « subversion socialiste ». C'est dans le cadre de cette dichotomie – dont le rapport de forces entre les pôles profite alternativement à l'une ou l'autre tendance – qu'émerge l'intégrisme.

### Idéologie
Progressivement, l'intégrisme va désigner le courant qui se réfère à un moment de l'histoire de l'Église catholique dont la forme est considérée comme parfaite, intemporelle et immuable et qui se traduit par une conception figée de l’orthodoxie et un refus de l'histoire en mouvement, confondant « la dévotion au passé avec la fidélité à l'éternel » selon le mot d'Étienne Borne. Opposé à toute forme de libéralisme intellectuel et religieux, ainsi qu'au libéralisme politique puis au socialisme et au communisme qui en sont les fruits, l'intégrisme est une idéologie qui se pose en système qui veut organiser la vie collective en répondant aux questions par un retour à la tradition catholique pure et entière, conformément à cette orthodoxie censée apporter une réponse à chaque problème dans un catholicisme aux limites fixées une fois pour toutes. René Rémond relève en outre que la désignation d'un « ennemi à abattre » – une forme abstraite de menace incarnée sous des vocables qu'il crée, comme « modernisme » ou « américanisme » pour le concrétiser – est un des traits constitutifs de l'intégrisme qui permet de renforcer son propre système idéologique.
Cependant Émile Poulat souligne que le vocable renvoie davantage à l’histoire qu’à l’idéologie qu’on veut lui faire porter et en veut pour preuve la difficulté à le traduire en d'autres langues mis à part l'italien. Selon lui, l'intégrisme est passé progressivement d'une résistance à la société en voie de modernisation et de la recherche du rétablissement d'une société chrétienne à une résistance aux transformations internes à l'Église et à la « défense de valeurs religieuses menacées de décomposition ».

### Discontinuité historique

#### Anti-modernisme

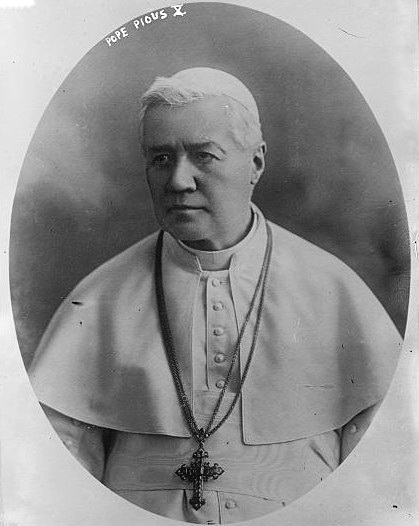
Pie X en 1910.

C'est l'anti-modernisme qui fonde l’intégrisme, recherchant à ses origines une « catholicité pure (…) que l’on chercherait à plaquer sur la réalité sociale » puis en se différenciant progressivement de l'intransigeantisme catholique par une prise de distance vis-à-vis de la notion de compromis dont ce dernier est porteur. Pour autant, il n'y a pas de continuité entre les différentes strates historiques qui constituent les éléments disparates que regroupe le vocable intégrisme, éléments entre lesquels on peut cependant relever une indéniable parenté intellectuelle de même qu'une certaine persistance sociale notamment dans sa capacité à cristalliser divers mouvements d’oppositions aux courants progressistes.
À la fin du XIXe siècle, sous le pontificat de Léon XIII qui, sans être libéral est plus enclin à la diplomatie, invite les catholiques à se rallier à la Troisième République — au grand dam des monarchistes, le terme intégriste désigne ceux qui s'opposent aux jeunes sciences religieuses et au progressisme en matière d'exégèse biblique qu'incarne Alfred Loisy ou de philosophie que représente Lucien Laberthonnière. Outre les « modernistes », les intégristes dénoncent les abbés démocrates et combattent au tournant du siècle des déviations qui en relèvent et se multiplient comme l'« américanisme » ou le « murrisme », le modernisme social de l’abbé Romolo Murri.
L'américanisme sera condamné en 1899 et Loisy se verra excommunié avec d'autres en 1908 quand triomphe le courant intégral sous la houlette de Pie X et de son très conservateur cardinal secrétaire d'État Rafael Merry del Val, tandis que le terme « modernisme » sera consacré par l'encyclique Pascendi qui le condamne. À cet égard, le terme « intégrisme » ne sera lui jamais évoqué dans aucun document pontifical ni alors ni par la suite. Dans les dernières années du pontificat de Pie X, le mot « intégriste » désignera ceux qui combattent l'ouverture politique et sociale du catholicisme et ensuite, plus généralement, tout opposant à l'ouverture.

#### LaSapinière

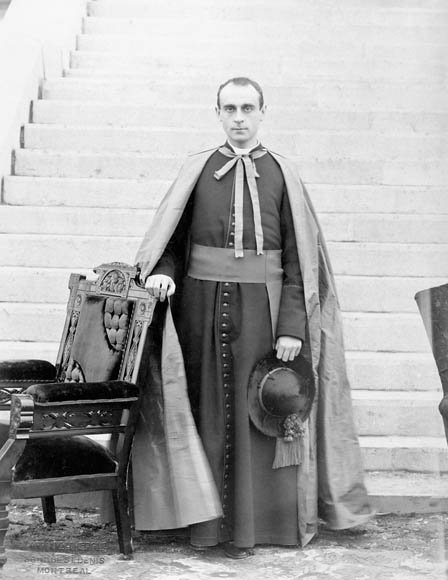
Rafael Merry del Val en 1897

Émile Poulat tient pour paradigmatique une structure de défense des intérêts intégristes dans la catholicité, agissant principalement entre 1909 et 1914 comme organe de renseignement du Vatican : la Sodalité saint Pie V ou Sodalitium Pianum plus connue sous le nom de « Sapinière » sans laquelle on n'aurait, d'après le chercheur, jamais parlé d'« intégrisme »
. C'est à la date de sa création qu'on peut faire remonter le début de la séparation entre les catholicismes social et intégral, ce dernier trouvant un défenseur engagé en la personne du fondateur de la Sapinière, le prélat romain Umberto Benigni, véritable parangon de l'intégrisme. Selon Poulat, Benigni se veut l'outil loyal d'un pontificat « marteau de tous les modernismes » – celui de Pie X – mais dont la force réelle à contre-courant d'un mouvement plus fondamental qui traverse l'Église n'a pas véritablement les moyens de sa volonté.
Dans la lutte qui oppose les deux courants dont il ne faut cependant pas surestimer la puissance respective – souvent fantasmée par le camp adverse – Benigni, habile dans ses relations avec la presse, constitue un véritable office de délation et d'espionnage ecclésiastique consacré à la lutte contre les tenants du modernisme, voire les ecclésiastiques insuffisamment zélés. Le directeur de la Sapinière contestera l'appellation d'« intégrisme », qu'il associe à une forme partisane politique et dont il accuse ses adversaires d'un usage insidieux.
Une lutte âpre s'engagera entre le controversé Benigni, dont même Merry del Val s'écartera et qui n'obtiendra pas la reconnaissance officielle de son organisation dissoute en 1921 dans l'indifférence, et la Compagnie de Jésus qui, devant les réticences s'accumulant à l'égard des orientations radicales de Pie X, prépare avec d'autres les infléchissements à venir de l'Église catholique, perceptibles dès le pontificat de Benoît XV et qui mèneront progressivement au tournant de Vatican II. Selon Poulat, cette forme d'« anti-jésuitisme » constitue un trait caractéristique de l'intégrisme qui, né pour affirmer et défendre un enseignement immuable de l'Église, ne pourra se résoudre à voir cet enseignement évoluer.

#### Évolution politico-religieuse
Avec les pontificats de Benoît XV puis de Pie XI, une rupture sensible va s'opérer qui va pousser l'Église vers plus d'ouverture à la société civile. Petit à petit minorisé, l’intégrisme va se nourrir progressivement des apports de différents courants politiques d'ultra-droite dont il peut être réciproquement une source d'inspiration, dans des rapprochements qui sont parfois contre nature.
En France, l'opposition entre les progressistes et les conservateurs va s'étendre au domaine politique en opposant les monarchistes de l'Action française de Charles Maurras – qui rejoignent les catholiques restés monarchistes en 1890 refusant de se rallier à la IIIe République – aux démocrates et républicains. Si les intégristes condamnent l'agnosticisme de l'Action française, une certaine identité idéologique et nationaliste va rapprocher l'Action française de ces milieux dès la parution de l'encyclique Pascendi de 1907, saluée avec enthousiasme par la presse maurassienne.
Fin 1926, l'Action française – qui prône l'« Église de l'Ordre » et jouit d'une grande popularité auprès de la droite catholique française – va se voir condamnée par le Vatican, taxée de positivisme et accusée de subordonner la religion à la politique. À la suite de cette condamnation, le maurrassisme et son nationalisme intégral voient nombre de catholiques prendre leurs distances et se délite progressivement pour éclater en différents courants durant la seconde guerre mondiale et sous l'Occupation.
L'après-guerre voit une avancée du progressisme chrétien mais la tendance s'inverse dans les dernières années du pontificat de Pie XII qui freine cette poussée. C'est dans ces conditions que l'intégrisme refait surface. La veine maurrassienne demeure bien présente de manière durable et profonde dans le courant intégriste qui devient le creuset des oppositions politiques et religieuses à la voie de la modernité désormais engagée, creuset qu'ont rejoint des pétainistes puis des partisans de l'Algérie française. Vers le milieu des années 1950, apparaissent une série de publications et d'organismes intégristes qui se réclament du traditionalisme et combattent les positions défendues par la presse et les mouvements catholiques alors que se met en place le Concile Vatican II au début des années 1960. Dans cette mouvance intégriste, on trouve la Cité catholique de Jean Ousset, Itinéraires de Jean Madiran ou encore les Nouvelles Éditions latines parmi toute une série de titres qui donneront une littérature abondante au service de la lutte contre le mouvement de réformes postconciliaires.

#### Lefebvrisme
Ce processus historique de conjonction de diverses oppositions va trouver un point de focalisation de l'intégrisme qui va prendre corps dans l’opposition à Vatican II puis dans le refus de son application incarnés par l'évêque Marcel Lefebvre, lui-même très marqué par le maurrassisme.
Ce dernier réalise une véritable « fusion des opposants » en se posant comme défenseur de la Tradition et en regroupant autour de sa personne anti-républicains, antirévolutionnaires, antimodernistes pour former avec les détracteurs du Concile – que certains considèrent être le fruit d’un « complot judéo-maçonnique » – un courant de rejet de la modernité, encore très marqué par l’antijudaïsme chrétien, qui se traduira en 1970 par la fondation de la Fraternité sacerdotale Saint-Pie-X.
Le centre de gravité des débats s'est déplacé de la doctrine sociale à la contestation des nouvelles orientations théologiques, de l'intercommunion œcuménique, du nouveau catéchisme, du rite romain et du dialogue interreligieux. Refusant les changements de Vatican II, le mouvement lefebvriste qui se réclame de l'« authentique Tradition » en continuité avec l'Église « de toujours » — qu'il est censé incarner — est rapidement en délicatesse avec Rome. Marcel Lefebvre est frappé de suspense a divinis en 1976 tandis que son organisation est déclarée dissoute. Il sera ensuite excommunié latæ sententiæ en 1988 pour avoir entamé une démarche schismatique.
Marcel Lefebvre et ses disciples s'identifient à l'orthodoxie catholique et rejettent l'appellation d'« intégrisme » qu'ils incarnent pour beaucoup, se nommant eux-mêmes « traditionalistes ». Toutefois, à cet égard, le cardinal Jean Daniélou définit en 1974, l'intégrisme comme un « mauvais traditionalisme » : reproche est précisément fait aux intégristes d'opérer un tri très sélectif dans la Tradition de l’Église et de fournir une interprétation personnelle des textes du Magistère dans une argumentation relativiste qui l'éloigne également du fondamentalisme. Par ailleurs, Émile Poulat souligne que certains liturgistes entendent par « traditionnel » le respect des normes liturgiques de Rome signifiant un refus des modernités fantaisistes plutôt qu'un retour en arrière.

### Intégrisme, fondamentalisme et évolutions sémantiques
On parle généralement de « fondamentalisme » pour qualifier une attitude plus particulière au monde protestant qui s'attache avant tout aux Écritures et à l'expérience intérieure en cherchant à retrouver une pureté originelle, là où l'intégrisme catholique, privilégiant la doctrine et la Tradition, sacralise un moment particulier de l'expérience historique de l'Église considéré comme parfait.
Cependant, après Vatican II, on observe l'émergence d'un phénomène de fondamentalisme plus proprement catholique, que Émile Poulat définit comme « l'ensemble des non possumus auxquels la foi chrétienne ne peut échapper » et qui, selon Pierre Lathuilière, est peut-être dû aux crises postconciliaires et à l'accélération de la sécularisation, un phénomène contre lequel le cardinal Jorge Bergoglio met en garde en 2010 soulignant son influence néfaste sur les jeunes.
Si l'acception originale du terme « intégrisme » définit un concept relevant très spécifiquement du catholicisme et étroitement lié à son histoire — qui nécessite encore un important travail de recherche et d'analyse au début du XXIe siècle pour en comprendre tous les ressorts —, par « extension, analogie ou métaphore », elle s'est étendue pour décrire — avec une connotation essentiellement négative — certaines manifestations religieuses d'une manière plus générale : on parle désormais régulièrement d'« intégrisme musulman », d'« intégrisme hindouiste »… dans une nouveauté de langage que, suivant Poulat, « rien n'interdit (…) mais [dont] rien ne justifie les facilités qu'elle s'autorise sans scrupule » pour des concepts nouveaux pour lesquels il conviendrait d’entamer la même démarche d'analyse qu'à propos du catholicisme.

### Terrorisme et vandalisme

#### France
- Attentat du cinéma Saint-Michel en 1988 à Paris lors de la projection du film La Dernière Tentation du Christ de Martin Scorsese, faisant quatorze blessés[43],[44].
- Destruction de l’œuvre Piss Christ[45] de l'artiste américain Andres Serrano, exposée en 2011 dans un musée d'Avignon[46],[47].
- Perturbation des représentations de Sur le concept du visage du fils de Dieu, de Romeo Castellucci, au Théâtre de la Ville[48].
- Agression physique de l'artiste Paul McCarthy et vandalisme de son œuvre Tree, un arbre de Noël dont la forme peut faire penser à celle d'un plug anal[49], en 2014 sur la place Vendôme à Paris[50].
- Vandalisme de l’œuvre Dirty Corner d'Anish Kapoor[51], installée dans le parc du château de Versailles en 2015[52].
- Menaces contre la Friche de la Belle-de-Mai de Marseille, à cause d’une exposition interdite aux mineurs non accompagnés qui évoque la pédophilie, avec des œuvres de Reinhard Scheibner et Stu Mead[53],[47].
- Concert d’Anna von Hausswolff, chanteuse prétendument « sataniste », empêché à Nantes en 2021[54].

### Ouvrages
- Nicolas Senèze, La crise intégriste : Vingt ans après le schisme de Mgr Lefebvre, Paris, Bayard, 2008 (ISBN 978-2-227-47718-6, présentation en ligne)
- Michel Leymarie (éd.) et Jacques Prévotat (éd.), L' Action française : Culture, société, politique, Presses universitaires du Septentrion, 2008 (ISBN 978-2-7574-0043-2)
- René Rémond, Vous avez dit catholique ?, Desclée de Brouwer, 2007 (ISBN 978-2-220-05864-1)
- Jean-Louis Schlegel, La Loi de Dieu contre la liberté des hommes : Intégrismes et fondamentalismes, Paris, Seuil, 2003 (ISBN 978-2-02-100773-2)
- Pierre Lathuilière, Le fondamentalisme catholique : Signification et ecclesiologie, Paris, Cerf, 1995 (ISBN 9782204051590, présentation en ligne)
- Gérard Cholvy (dir.) et Yves-Marie Hilaire (dir.), Histoire religieuse de la France contemporaine, vol. 2 : 1880/1930, Privat, coll. « Bibliothèque historique Privat », 1989 (ISBN 27089-53303)
- Émile Poulat, Modernistica, Paris, Nouvelles éditions latines, 1982
- (it) Francesco Siccardo, « Intégriste » e « intégrisme » : Stratigrafia di due vocaboli francesi, Gênes, Il Melangolo edizioni, 1979 (présentation en ligne)
- Yves Congar, La crise dans l'Église et Mgr Lefèbvre, Paris, Cerf, 1977 (ISBN 978-2-204-01115-0)
- Émile Poulat, Intégrisme et catholicisme intégral : Un réseau secret international antimoderniste : La « Sapinière », 1909-1921, Casterman, 1969
- Jean Madiran, L'intégrisme, Paris, Nouvelles éditions latines, 1964

### Articles
- Étienne Fouilloux, « Intégrisme », dans Régine Azria et Danièle Hervieu-Léger (dirs.), Dictionnaire des faits religieux, Paris, Presses universitaires de France, coll. « Quadrige », 2010 (ISBN 978-2-1305-4576-7), p. 561-566
- Florian Michel, « Intégrisme catholique et politique », Études, no 411,‎ septembre 2009, p. 211-222 (lire en ligne)
- Martin Geoffroy, « L'intégrisme catholique schismatique de type mystique-ésotérique : Le cas des Apôtres de l'Amour infini », dans Martin Geoffroy et Jean-Guy Vaillancourt (éds.), La religion à l'extrême, Médiaspaul, 2009 (ISBN 9782894207772), p. 219–240
- François Daguet, « Les fondements théologiques de l'intégrisme catholique », Revue thomiste, cVII no 3,‎ 2007, p. 429-436
- Roger Aubert, « Intégrisme », dans Dictionnaire d’Histoire et de Géographie Ecclésiastiques, t. XXV, Paris, Letouzey & Ané, 1997 (ISBN 978-2-7063-0191-9), col. 1352-1367
- Étienne Fouilloux, « Intégrisme catholique et droits de l'homme », dans Fondamentalismes, intégrismes. Une menace pour les droits de l'homme : Actes du colloque national de l'ACAT, 21-22 septembre 1996, Paris, Bayard/Centurion, 1997 (ISBN 2227317019), p. 11-27
- René Rémond, « L'intégrisme catholique : Portrait intellectuel », Études, vol. 370, no 1,‎ janvier 1989, p. 95-105
- Émile Poulat, « L'intégrisme : De sa forme catholique à sa généralisation savante », La Pensée et les Hommes, no 2,‎ 1985
- Jean-Marie Mayeur, « Sur l'intégrisme », Esprit, 4e série, no 391,‎ 1970, p. 806–815 (ISSN 0014-0759, lire en ligne, consulté le 25 novembre 2021)
- Emile Poulat, « « Modernisme » et « Intégrisme » : Du concept polémique à l'irénisme critique », Archives de sciences sociales des religions, vol. 27, no 1,‎ 1969, p. 1-28 (lire en ligne)
- Madeleine Garrigou-Lagrange, « L'intégrisme », Après-demain, no 111,‎ février 1969